# Buyer persona
Il concetto di buyer persona viene utilizzato nel marketing per analizzare il target. La buyer persona è la rappresentazione di un acquirente-tipo di un certo prodotto. Tale rappresentazione serve per comprendere il cliente tipo nelle sue caratteristiche personali, oltre che socio-demografiche, per anticiparne i comportamenti e le scelte a beneficio della user experience e user satisfaction. Di fatto si tratta di un personaggio fittizio delineato nelle sue peculiarità comportamentali e che rivela gli insight d'acquisto, facendo emergere cosa pensano e cosa fanno i potenziali clienti quando cercano una soluzione a un loro problema o necessità.

## Origini
Le indagini sulla persona intesa come fruitore di un bene o di un servizio vengono fatte risalire all'opera di Alan Cooper, che implementò il concetto di user persona nelle sue ricerche sulla fruibilità.
Cooper utilizzò per la prima volta il termine nel suo libro The Inmates Are Running the Asylum. Per le indagini volte a conoscere le caratteristiche salienti della user persona, utilizzò interviste ai potenziali utilizzatori dei propri software. In questo modo poteva conoscere le esigenze e i desideri del lato dell'utenza dei software e le caratteristiche percepite come problematiche, implementando le soluzioni nel prodotto in modo da sviluppare un software più facile da fruire, ovvero che fosse user friendly. 
Questo metodo di indagine dell'utenza si diffuse al di fuori della ricerca nell'ambito dei fruitori di software. Dalla user persona iniziò a delinearsi il concetto di buyer persona, non più circoscritto quindi alla fase di fruizione, ma cruciale già nella fase di acquisto.

## Gli Insight
Una buyer persona viene generalmente studiata e indagata con interviste a reali acquirenti di cui si estrapolano citazioni, parole, espressioni che riflettono il loro pensiero.
Gli insights sono proprio quegli elementi che motivano la decisione d'acquisto e che emergono dalle interviste, espressi con le parole degli intervistati.
Essi sono riconducibili a tutte le fasi del processo decisionale d'acquisto:
1. spiegano qual è stato il problema o la necessità urgente che ha indotto la persona a cercare una soluzione al proprio bisogno;
2. svelano le aspettative che l'acquirente ha nei confronti del prodotto o del servizio che intende comprare o del quale intende fruire, in relazione al problema che esso dovrà risolvere;
3. motivano le barriere all'acquisto nei confronti delle diverse opzioni che esso trova sul mercato;
4. manifestano i criteri con i quali l'acquirente opta per una soluzione piuttosto di un'altra.

Secondo il Buyer Persona Institute esiste un quinto insight riconducibile al percorso d'acquisto, mentre secondo BuyerPersona.it, il punto di riferimento italiano per lo studio delle Buyer Personas, esistono invece altri elementi da analizzare.
Tali elementi sono:
- le persone e le fonti d'informazione che l'acquirente consulta durante tutto il processo decisionale e che influenzano la sua decisione d'acquisto;
- il processo d'acquisto, ossia la mappatura di tutto il percorso che l'acquirente attraversa per arrivare all'acquisto;
- il trigger, cioè lo stimolo iniziale che motiva la necessità di ricercare un prodotto;
- la ricerca delle soluzioni disponibili sul mercato;
- la valutazione delle opzioni a disposizione;
- la decisione finale.

## Utilizzo come strumento di business
Le buyer personas sono di fatto uno strumento di lavoro che ha l'obiettivo di costruire una rappresentazione generalizzata di un pezzo del proprio target di riferimento. La buyer persona serve ad identificare i punti di contatto che i produttori hanno con essa, studiandone i valori e i comportamenti che sono la molla che spinge davvero le persone ad acquistare. Permettono quindi di capire a fondo l'acquirente, o il destinatario del proprio business, al fine di disegnare delle strategie che lo pongano al centro e che siano efficaci perché incentrate su di lui.
Il concetto di buyer persona viene spesso associato all'inbound marketing, ossia a quel modo di fare marketing che mira ad attrarre i clienti, piuttosto che a mettere in atto delle azioni push per acquisirli.
L'inbound marketing si pone l'obiettivo di intercettare i bisogni delle persone per dare loro delle risposte che soddisfino le loro necessità. Per fare questo è indispensabile conoscerne caratteristiche molto più specifiche di quanto si faccia quando si definisce un target, tipicamente determinato da aspetti socio-demografici e geografici.
Secondo David Meerman Scott, autore del libro Le nuove regole del marketing e delle PR, per comprendere bene il proprio target e creare contenuti che siano davvero rilevanti per i potenziali clienti, è opportuno pensare come loro e cercare di immedesimarsi in quelle che sono le differenti buyer personas e le loro strutture di pensiero. 
«L’idea che sta alla base del concetto di buyer personas è comprendere talmente bene il tuo target da iniziare praticamente a pensare come lui».